# خاطرات جوانی
خاطرات جوانی کتابی است نوشته رومن رولان، نویسنده فرانسوی. خاطرات جوانی دارای چهار فصل است که بیشتر خاطرات رولان را در بر دارد.
این کتاب توسط ناصر فکوهی از زبان فرانسوی به فارسی ترجمه و در انتشارات فردوس در سال ۱۳۶۸ منتشر شد.

## پی‌نوشت
1. ↑  رومن رولان (۲۰ تیر). «خاطرات جوانی». انسان‌شناسی و فرهنگ. ص. ۴۳۴. بایگانی‌شده از اصلی در ۱۶ مه ۲۰۱۱. دریافت‌شده در ۵ فروردین ۱۳۹۰. از پارامتر ناشناخته |ماه= صرف‌نظر شد (کمک); تاریخ وارد شده در |تاریخ=، عدم تطابق|سال= / |تاریخ= را بررسی کنید (کمک)